# Erszényeshangyász

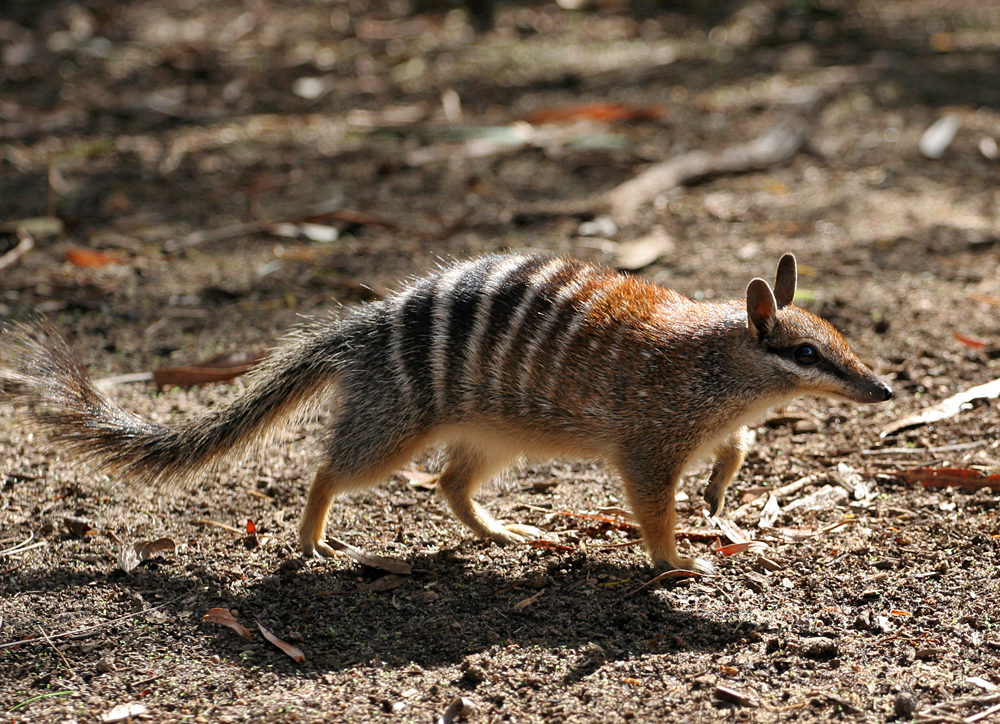

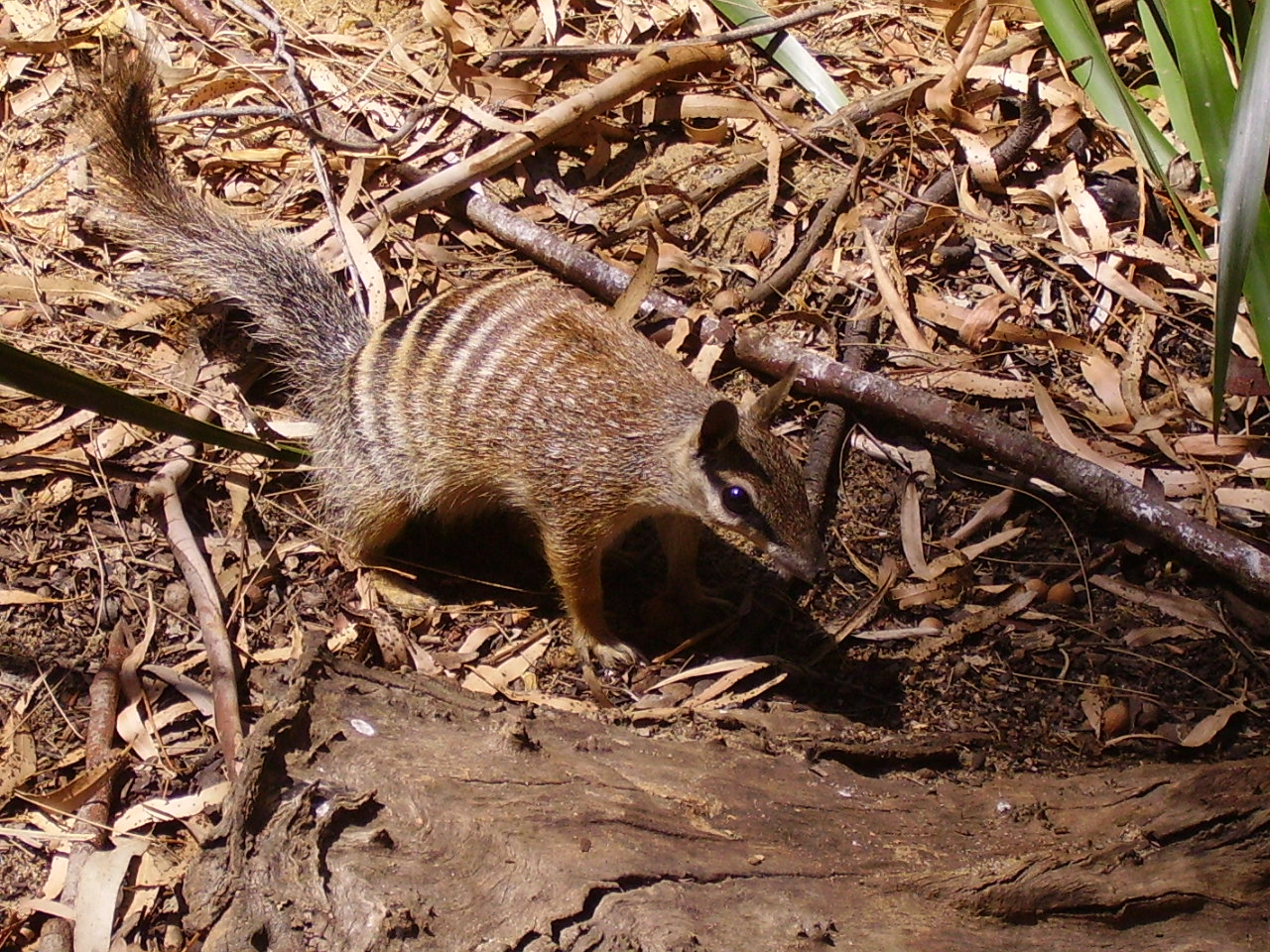
Erszényes hangyász a Perth-i állatkertben

Az erszényeshangyász vagy numbat (Myrmecobius fasciatus) az emlősök (Mammalia) osztályának az erszényesek (Marsupialia) alosztályágába, ezen belül az erszényes ragadozók (Dasyuromorphia) rendjébe és az erszényeshangyász-félék (Myrmecobiidae) családjába tartozó faj.
Családjának egyetlen faja.

## Előfordulása
Az erszényeshangyász szórványosan Nyugat-Ausztrália déli részén található meg. Ritka erdőkben és bozótosokban él. Korábbi elterjedési területe legnagyobb részéről eltűnt. Ennek oka a földművelés és a behurcolt ragadozók (Carnivora) (kutya, macska, róka) megtelepítése. A faj jelenleg védettség alatt áll. A tenyésztelepen nevelt állatokat később visszaszoktatják a természetbe.

## Alfajai
- Myrmecobius fasciatus fasciatus
- Myrmecobius fasciatus rufus

## Megjelenése
Az állat fej-törzs-hossza 21-27,5 centiméter, a hím nagyobb, mint a nőstény; farokhossza 16-21 centiméter és testtömege 280-700 gramm. Szőrzete általában rövid és durvaszálú, a hasi oldalon hosszabb, hogy szoptatáskor védje a kölyköket. Bár az erszényeshangyász az erszényesekhez tartozik, a nősténynek nincs erszénye. Színe a szürkéből vörösesbarnába megy át, fehérrel tarkítva. Körülbelül nyolc fehér harántcsík van a hátán. Arcorri része megnyúlt, vaskos, elvékonyodó, így a felső talajréteget fel tudja túrni, a lehullott gallyakat és köveket félrelöki vele. Szájürege kicsi; nyelve nagyon hosszú és ragacsos, így hatékony „eszköz” a termeszvadászatnál. Végtagjai zömökek és erősek. A mellső lábán 5, a hátsón 4 ujj nő. Ha a kemény földet lazítja fel, korhadt fában kotorászik vagy az aljnövényzetet szaggatja ki, erős karmait használja. Farka hosszú és bozontos. Ha valami nyugtalanítja az állatot, akkor feltartja a farkát, és felborzolja a szőrét.

## Életmódja
Az erszényeshangyász magányos és nappal aktív. Tápláléka főként termeszekből áll. Az állat 3-4 évig él.

## Szaporodása
Az ivarérettséget 11 hónapos korban éri el. A párzási időszak decembertől áprilisig tart. A vemhesség 14 napig tart, ennek végén 2-4 kölyök születik. Mivel az állatnak nincs erszénye, az újszülötteknek szorosan meg kell kapaszkodniuk anyjuk szőrében, mert az mindenhova magával cipeli őket. Az elválasztás 6 hónap után következik be, de még egy kis ideig az anyjuk mellett maradnak. Évente egy almot ellik a nőstény.

## Természetvédelmi helyzete
Az erszényeshangyász, mint oly sok őshonos ausztrál emlősállat mára veszélyeztetett fajjá vált. Korábban is akadt természetes ellensége, mint a nagyobb ragadozó madarak, a szőnyegmintás piton vagy az ausztrál őslakók érkezése után a velük jött dingó. Az Ausztrália déli részén gyakran előforduló bozóttüzek is sok áldozatot szedtek és szednek ma is közülük. Az igazi fenyegetést a faj számára a fehér emberek érkezése okozta. A fokozódó mezőgazdaság eltüntette élőhelyeinek java részét és a kontinensre betelepített ragadozók, elsősorban a vörös rókák és a gazdáiktól elszökött, majd önálló életet élő kutyák és macskák drasztikusan lecsökkentették egyedszámát.
Szerencsére Ausztráliában az utóbbi időkben igen erős környezetvédelmi intézkedéseket hoztak. Az erszényeshangyász maradék élőhelyeinek többsége is nemzeti parkokban és védett területeken van. Ezeken a helyeken elsősorban a rókák és a macskák kiirtása a legfőbb feladat.
A Természetvédelmi Világszövetség (IUCN) a fajt a „sebezhető” kategóriába sorolta.